# Rum-Jungle-Uran-Mine
Die Uranlagerstätte Rum Jungle im Northern Territory, Australien wurde im Jahr 1949 entdeckt. Sie befindet sich 65 Kilometer südlich von Darwin am East Finniss River.
Das Uranbergwerk, das ab 1953 seinen Betrieb aufnahm, wurde 1971 geschlossen. Der Uranabbau diente bis ins Jahr 1963 ausschließlich der Lieferung von Uran an die Vereinigten Staaten und an Großbritannien zur Herstellung nuklearer Waffen.
Der auf dem Gelände des Bergwerks liegende radioaktiv strahlende Abraum und der Abfall am Rum Jungle Creek South, Mt Burron und Mt Fitch sind bis zu heutigen Tag nicht abschließend sicher entsorgt worden. Der stillgelegte Tagebau ist einer der schlimmsten Wasserverschmutzer in ganz Australien. Beim Uranabbau sind riesige Mengen an radioaktivem Abfall zurückgeblieben. Seit 2009 betreiben die australische und die Regierung des Northern Territory eine Sanierungsplanung, die erst 2016 abgeschlossen sein soll. Seit 2020 befindet sich das Bergwerksgelände in der letzten Rehabilitierungs-Stufe, die voraussichtlich 300 Millionen AUD kosten wird.

## Entdeckungsgeschichte
Erstmals wurde im Jahr 1869 eine Uranmineralisation im Gebiet von Rum Jungle von der Expedition entdeckt, die der Entdeckungsreisende George Goyder anführte. 1913 wurden zwei Tiefbohrungen in das dortige Kupfervorkommen getrieben, um die Größe des Erzvorkommen für eine künftige Ausbeutung zu erkunden. Mit dem Kupferabbau wurde seinerzeit nicht begonnen.
Die australische Regierung schrieb 1948 einen Preis von £ 25.000 für eine erfolgreiche Suche nach Uran auf ihrem Territorium aus. Zur damaligen Zeit bestand großer Bedarf an Uran zum Bau von atomaren Bomben. Am 11. August 1949 entdeckte der Prospektor und lokal ansässige Farmer John (Jack) Michael White dieses Uranvorkommen. Das Gebiet war seinerzeit freehold (freier Grundbesitz). Er sicherte sich den Claim für £ 1000 im Oktober 1950. Weiteren dortigen Grundbesitz erwarb er im September 1952. Von der Regierung erhielt er den gesamten ausgeschriebenen Preis in mehreren Raten. Nicht ausgeschlossen werden kann, dass Aborigines White Steine mit den gelben Spuren der Uranmineralisation aus dem Entdeckungsgebiet zeigten, ohne die Werthaltigkeit zu erkennen, was damals durchaus üblich war.
Im März 1952 kamen Repräsentanten der United States Atomic Energy Commission (USAEC) und der United Kingdom Atomic Energy Authority (UKAEA) nach Australien um – neben anderen Fragen – die Nutzung dieses Uranvorkommens mit der australischen Regierung zu besprechen. Dies führte zur Gründung einer Combined Development Agency (CDA). Die CDA und die australische Regierung schlossen einen Exklusiv-Liefervertrag über Uran aus der Rum-Jungle-Mine. Die Uranlieferungen von 1954 bis Januar 1963 dienten ausschließlich der Herstellung nuklearer Waffen.

## Ursprüngliche Uranmine
Im Jahr 1952 finanzierte die australische Regierung den Aufbau einer Mine und der zugehörigen Aufbereitungsanlage um Uranoxid-konzentrat für die CDA, eine gemeinsame Behörde der Vereinigten Staaten und Großbritanniens, zur Verfügung zu stellen. Der Vertrag für die Lieferung von Uran bestand von 1953 bis 1962. Zu dieser Zeit war Rum Jungle die größte Industrieanlage im Northern Territory. Die australische Regierung war, durch die Australian Atomic Energy Commission (AAEC), verantwortlich für die Mine. Das Betrieben der Mine hingegen wurde der Territory Enterprises Pty Ltd, einer Tochter der Rio Tinto Group, übertragen.
Eine Stadt für das Personal wurde 8 Kilometer südlich in Batchelor errichtet.

## Umweltbelastung

### Geschichte der Sanierung
Als die Mine 1971 geschlossen wurde, beschloss die AAEC – jetzt unter dem Namen Australian Nuclear Science and Technology Organisation (ANSTO), dass das Minengelände nicht saniert werden sollte. Das Bergbauunternehmen Conzinc, ein Teil der Rio Tinto Group und Betreiber der Ranger-Uran-Mine im Kakadu-Nationalpark, hat wiederholt jede Verantwortung für die Sanierung von sich gewiesen. Dies führte dazu, dass der stillgelegte Tagebau zu einem der schlimmsten Wasserverschmutzer in ganz Australien wurde. Bedingt durch die Oxidation von Sulfiden durch Bakterien und der daraus folgenden Freisetzung von Säuren und Schwermetallen in den East Finniss River. Die beträchtlichen Niederschläge von 1.500 mm jährlich, zusammen mit pyritischer Mineralisation schufen ideale Bedingungen für diesen Prozess.
Ein erster Versuch zu Aufräumarbeiten in Rum Jungle wurden 1977 gemacht. Zunächst wurde eine Arbeitsgruppe eingesetzt die Möglichkeiten einer nachhaltigen Sanierung zu untersuchen. Ein AUD $ 16,2 Millionenprogramm wurde 1983 gestartet um die Schwermetalle zu entfernen und Tailings unschädlich zu machen.
Eines der Hauptprobleme bei der Sanierung des Tagebaus von Rum Jungle Creek South (RJCS) war, dass sich das Loch im Boden, nachdem der Uranabbau beendet war, rasch mit Wasser füllte. Dieser See, das einzige Gewässer in der Umgebung, der nicht von Krokodilen verseucht war, wurde daher schnell zu einem Naherholungsgebiet sowohl für die Einheimischen, als auch für die Bewohner von Darwin. Bereits nachdem die Mine geschlossen war, hatte man erhöhte Gammastrahlung, radioaktiven Staub und signifikant erhöhte Radonwerte in der Luft gemessen. Aber erst in den späten 1980er Jahren rang man sich dazu durch etwas zu ändern. Die Grenzwerte für radioaktive Strahlung waren im Laufe der Zeit immer wieder angepasst worden, so dass zu dieser Zeit erstmals der Grad der Verschmutzung offiziell als unsicher und gesundheitsschädlich eingestuft worden war. Als Ergebnis wurde 1990 ein $ 1,8 Millionen Programm gestartet, um die Abraumhalden am Rum Jungle Creek South zu sanieren.
Eines der größten Umweltprobleme beim Uranabbau sind die riesigen Mengen an radioaktivem Abfall (Tailing), die auf dem Gelände der Mine zurückbleiben. Den größten Anteil an radioaktiven Elementen stellt dabei Uran-238, ein Isotop mit einer Halbwertszeit von 4,46 Milliarden Jahren dar. Im Jahr 2003 wurde die Sanierungsmaßnahmen von 1990 durch die Regierung untersucht, dabei sollten Abdeckungen auf den Tailings verhindern, dass das gefährliche Material durch Regen ausgewaschen wird und in die Umgebung gelangt. Allerdings stellte sich heraus, dass diese Maßnahmen, eigentlich gedacht für 100 Jahre, bereits nach weniger als 20 Jahren versagt hatten.
Das Northern Territory und die australische Regierung streiten seither darüber wer für die Finanzierung der Sanierungsmaßnahmen des verschmutzten East Finniss River aufzukommen hat.
Die Verschmutzung des Grundwassers wurde bisher noch nicht diskutiert.

### Aktuelle Sanierungsplanung
Am 7. Oktober 2009 schlossen die australische und die Regierung des Northern Territory eine Partnerschaft, genannt National Partnership Agreement. Innerhalb von vier Jahren sollte ein Konzept für die Durchführung der Umweltsanierung der Folgen des Rum-Jungle-Bergwerkbetriebs entwickelt werden. Es sollte Studien zur erfolgreichen Sanierung unter Berücksichtigung von Aspekten der Umwelt, Kultur, Finanzierung und technischen Durchführung umfassen. Die Kosten der Untersuchung betrugen 7,048 Millionen AUD. Das Projekt, die sogenannte Stufe 1, wurde am 30. Mai 2013 abgeschlossen.
Am 19. August 2013 wurde in einer zweiten Stufe ein sogenanntes Project Agreement des Councils of Australian Governments von beiden obengenannten Regierungen unterzeichnet. Es handelt sich um das Project Agreement for the Management of the former Rum Jungle Mine Site (Stage 2). Das Projekt umfasst die Entwicklung eines Plans zur Sanierung der Umwelt an den Bauruinen des Bergwerks und der Beseitigung des Abfalls auf dem Gebiet am Rum Jungle Creek South, Mt Burron und Mt Fitch. Das Projektziel ist die Entscheidung für eine effektive technischen Sanierung und die Ermittlung der dabei entstehenden Sanierungskosten. An dieser Partnerschaft werden auch die traditionellen Landeigentümer, die Aborigines der Kungarakan und Warai, laufend beteiligt. Das  Project Agreement soll am 30. Juni 2016 abgeschlossen sein. Die Planungskosten betragen 12,4 Millionen AUD. Die Rehabilitierung in ihrer sogenannte letzten Stufe begannen im Jahr 2020, die geschätzten Kosten hierfür liegen bei 300 Millionen AUD.

## Brown’s Oxide Project

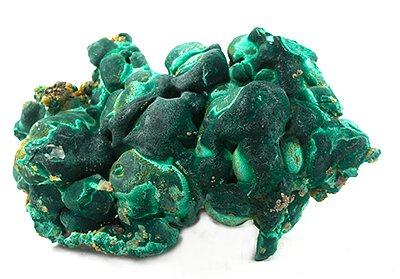
Malachit-Exemplar aus Rum Jungle. Größe 10,5 × 6,5 × 3,2 cm.

Im Dezember 2001, stellte Compass Resources den Antrag – nach dem EPBC Act von Environment Australia (jetzt das Department of Sustainability, Environment, Water, Population and Communities) – auf ein großangelegtes Tagebauprojekt, das Browns Polymetallic Project, welches über einen Zeitraum von 15 Jahren Blei, Kobalt, Kupfer, Nickel und Silber, in der Nähe der alten Rum Jungle Mine fördern sollte. In dem Vorschlag von 2001, machte Compass auch den Vorschlag, dass das Browns Polymetallic Project unter dem EPBC Act ein nukleares Vorhaben sei, auf der Basis, dass in diesem Projekt auch die Sanierung der Einrichtung eines früheren Uranabbaus inbegriffen sein könnte.
Compass Resources stellte allerdings die Bemühungen um den Antrag für das Projekt ein, als 2002 die niedrigen Rohstoffpreise einen Geldgeber von Compass zum Rückzug veranlassten.
Im Jahr 2005 stellte Compass Resources einen neuen Antrag, diesmal allerdings auf ein deutlich kleineres Abbauprojekt, welches sich auf die Förderung von Kobalt, Nickel und Kupfer beschränkte. Aufgrund des deutlich geringeren finanziellen Rahmens des Browns Oxide Projects konnte das Vorhaben, ohne Partner, von Compass selbst durchgeführt werden.
Die Regierung des Northern Territory hat über den Antrag entschieden und festgestellt, dass das Browns Oxide Project ohne unakzeptable Folge für die Umwelt durchgeführt werden kann.
Vorbehaltlich der Zustimmung der australischen Bundesregierung, soll das Projekt Anfang 2007 gestartet werden. Seit 2008 hat Compass Resources die Genehmigung der Regierung des Northern Territory zum Abbau von Kupfer, Kobalt, Nickel, Blei und Zink erhalten und mit dem Aufbau der Verarbeitungsanlagen begonnen. Die Erzförderung im Tage- und Untertagebau in dem vorhandenen Bergbau wurde für ungefähr 20 Jahre genehmigt. Zum Uranabbau liegt keine Genehmigung vor.